# Савлуки
Савлуки (укр. Савлуки) — село на Украине, находится в Малинском районе Житомирской области. Расположено на реке Каменка.
Код КОАТУУ — 1823484603. Население по переписи 2001 года составляет 177 человек. Почтовый индекс — 11612. Телефонный код — 4133. Занимает площадь 1,48 км².

## Адрес местного совета
11600, Житомирская область, Малинский р-н, с. Ксаверов